# Campionati europei di duathlon del 1999
I Campionati europei di duathlon del 1999 (X edizione assoluta) si sono tenuti a Blumau in Austria.
La gara maschile è stata vinta dal belga Benny Vansteelant. Quella femminile è stata vinta dall'olandese Irma Heeren, che si aggiudica per la terza volta, dopo quelle del 1993 e del 1996, i campionati.

## Risultati

### Élite uomini
| Pos. | Pos.              | Paese   | Totale   |
| ---- | ----------------- | ------- | -------- |
|      | Benny Vansteelant | Belgio  | 01:49:01 |
|      | Fernando Gómez    | Spagna  | 01:50:47 |
|      | Yann Millon       | Francia | 01:51:42 |

### Élite donne
| Pos. | Pos.                  | Paese       | Totale   |
| ---- | --------------------- | ----------- | -------- |
|      | Irma Heeren           | Paesi Bassi | 02:03:25 |
|      | Alena Peterková       | Paesi Bassi | 02:04:26 |
|      | Dolorita Fuchs-Gerber | Svizzera    | 02:04:48 |